# Teilmantelgeschoss

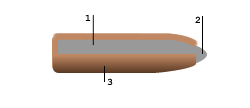
1: Bleikern
2: Runder oder spitzer Geschosskopf
3: Tombakplattierter Stahlmantel

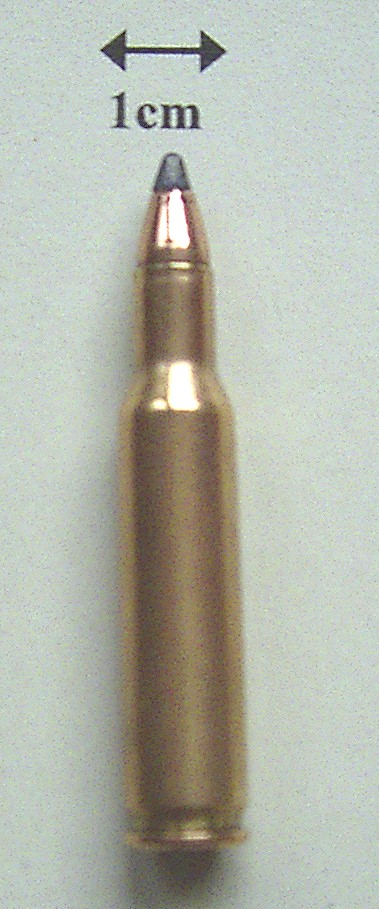
Jagdpatrone mit Teilmantelgeschoss

Ein Teilmantelgeschoss ist ein Projektil, das nicht vollständig von einem Mantelmaterial umhüllt ist, sondern im Bereich der Geschossspitze freiliegt, was nach dem Eindringen in ein Ziel zu einer gewünschten Deformierung des Projektils führt. Es ist daher ein Deformationsgeschoss.

## Wirkungsweise und Verwendung
Die Geschosse moderner Waffen bestehen in der Regel aus relativ weichem Blei, das von einem relativ harten Material wie Kupfer oder einer Kupferlegierung wie Tombak ummantelt ist. Durch das Blei erhält das Geschoss das für seine ballistische Leistung wichtige hohe spezifische Gewicht, welches für eine hohe Querschnittsbelastung sorgt. Durch den harten Mantel kann es den Beanspruchungen beim Abfeuern mittels moderner rauchschwacher Pulver widerstehen. Der Geschossmantel bewahrt den Gewehrlauf dabei vor Verbleiung und ermöglicht höhere Geschossgeschwindigkeiten, da das Geschoss durch die härtere Außenschicht auch bei hoher Geschwindigkeit noch den Zügen und Feldern des Gewehrlaufs folgen kann, durch die es seinen Drall erhält.
Bei Teilmantelgeschossen ist der Bleikern an der Spitze nicht von Mantelmaterial umschlossen, sodass das weiche Blei freiliegt. Beim Auftreffen auf ein weiches Ziel wird die dadurch weniger stabile Spitze des Geschosses durch den hohen Druck beim Aufschlag und beim Durchdringen des Ziels verformt. Je nach Geschwindigkeit und Konstruktion des Geschosses wird die Geschossspitze dabei pilzförmig deformiert (Aufpilzen) oder das Geschoss zerlegt sich teilweise oder vollständig in Einzelteile. Das Geschoss kann dadurch seine Energie wesentlich effektiver an das Zielmedium abgeben als ein Vollmantelgeschoss, hat aber eine geringere Durchschlagsleistung. Man unterscheidet je nach Ausformung der Geschossspitze verschiedene Projektile: „Soft Point“ für konvexe Spitzen, „Flat Point“ für abgeflachte Spitzen, „Hollow Point“ für konkave Spitzen.
Bei der Jagd werden größtenteils Teilmantelgeschosse verwendet, da diese bei waidgerechtem Schuss durch die effektive Energieabgabe im Wildkörper zuverlässiger zum schnelleren Tod des beschossenen Wildes führen als Vollmantelgeschosse. Für die Jagd auf Großwild (Elefanten, Büffel) werden wegen der höheren benötigten Durchschlagskraft aber auch teilweise Vollmantelgeschosse bzw. massive Kupfer- oder Messinggeschosse verwendet. Für die Jagd auf pelzliefernde Tiere werden ebenfalls Vollmantelgeschosse bevorzugt, da Teilmantelgeschosse bei einem Durchschuss wegen der großen Austrittsöffnung zu viel Pelz zerstören würden.
Die Verwendung von Deformationsgeschossen in Kriegen ist durch die Haager Landkriegsordnung verboten. Sie fallen unter das Verbot von „Waffen, Geschossen oder Stoffen, die geeignet sind, unnötige Leiden zu verursachen“ in Art. 23 lit. e der Anlage zur Haager Landkriegsordnung, weil sie unter Kriegsbedingungen wegen ihrer Deformations- und Zerlegewirkung sehr schlecht zu behandelnde Verletzungen und damit übermäßiges Leid verursachen.

## Typen von Teilmantelgeschossen

Rundkopfgeschoss mit Bleikopf, Teilmantel, Jagd
Spitzkopfgeschoss mit Bleispitze, Teilmantel, Jagd